# Tiberius Iulius Aquila Polemaeanus
Tiberius Iulius Aquila Polemaeanus (* ca. 75) war ein römischer Senator des frühen 2. Jahrhunderts.
Aquila war der Sohn des Tiberius Iulius Celsus Polemaeanus. Von seiner Ämterlaufbahn ist nur das Suffektkonsulat bekannt, das er im Jahr 110 (April–Juni) zusammen mit Gaius Avidius Nigrinus bekleidete.
In Ephesos ließ er aus Privatmitteln die Celsus-Bibliothek errichten, die zugleich als Heroon seines Vaters diente. Der Bau wurde nach seinem Tod von seinen Erben vollendet, da Aquila vor Abschluss starb, vermutlich unter Kaiser Hadrian. Er hinterließ 25.000 Denare für die Ausstattung und den Buchankauf der Bibliothek. Die Einweihung erfolgte durch Tiberius Claudius Aristio. Aquila hatte offenbar keinen Sohn, da seine Erben den Bau vollendeten. Er war mit Gaius Iulius Severus aus einem galatischen Fürstenhaus verwandt. Eine mögliche Identität mit Hadrians Freund Polaenus, der in der Historia Augusta erwähnt wird, ist unsicher.